# Cyclotelson purpureum
Cyclotelson purpureum is een vlokreeftensoort uit de familie van de Amphilochidae. De wetenschappelijke naam van de soort is voor het eerst geldig gepubliceerd in 1915 door Potts.